# Bud Adams
Bud Adams, né le 3 janvier 1923-21 octobre 2013, est un homme d'affaires américain connu pour être le propriétaire de la franchise de National Football League des Oilers de Houston puis des Titans du Tennessee. Cofondateur de l'American Football League, il entre dans la NFL après la fusion des deux ligues. Nommé à plusieurs reprises pour entrer au Pro Football Hall of Fame, il n'a jamais été sélectionné.